# Don Airey
Donald Smith Airey, detto Don (Sunderland, 21 giugno 1948), è un tastierista e compositore britannico celebre per lo sterminato numero di collaborazioni con diverse band hard rock ed heavy metal e per essere, dal 2002, il tastierista dei Deep Purple.

## Biografia
Inizia a studiare musica da giovanissimo alla Royal Northern College of Music e si laurea in musica e pianoforte alla Nottingham University. Interessato a jazz e rock inizia a suonare l'organo Hammond nei cabaret e poi sulle navi crociera in giro per il mondo, già dal 1972.
Ha suonato con molti dei più importanti gruppi hard rock e heavy metal dagli inizi degli anni settanta fino a oggi. Ha collaborato per le parti di tastiera in oltre 200 album spesso senza apparire nella formazione delle band e talvolta rimanendo addirittura nell'ombra durante le prestazioni dal vivo.

## Partecipazioni
Molte band che necessitavano provvisoriamente di un tastierista hanno usato i suoi servigi in studio o dal vivo; più che un semplice turnista Don Airey ha reso più armonici e completi gli arrangiamenti di moltissimi gruppi lungo oltre 30 anni di carriera suonando e contribuendo proattivamente a moltissimi dei successi di  Ozzy Osbourne, Gary Moore, Andrew Lloyd Webber, Graham Bonnet, Brian May,  Babe Ruth,   Tigertailz, Jagged Edge, Slave Raider, Sinner, Strife,  Katrina and the Waves e molti altri.

## Discografia

### Con i Deep Purple
- 2003 – Bananas
- 2004 – Rapture of the Deep
- 2013 – Now What?!
- 2017 – Infinite
- 2020 – Whoosh!
- 2021 – Turning to Crime
- 2024 - =1

### Con i Colosseum II
- 1975 – Strange New Flesh
- 1976 – Electric Savage
- 1978 – War Dance

### Con Rainbow
- 1979 – Down to Earth
- 1981 – Difficult to Cure

### Con il Michael Schenker Group
- 1980 - The Michael Schenker Group
- 2008 - In the Midst of Beauty

### Con Ozzy Osbourne
- 1980 – Blizzard of Ozz
- 1983 – Bark at the Moon

### Con gli Whitesnake
- 1987 – 1987
- 1989 – Slip of the Tongue

### Con i Fastway
- 1988 - On Target
- 1990 – Bad Bad Girls
- 1997 - On Target Reworked

### Con The Company of Snakes
- 2001 - Here They Go Again
- 2002 - Burst the Bubble

### Con i Living Loud
- 2004 - Living Loud
- 2008 - Living Loud Live

### Solista
- 1989 – K2
- 2008 – A Light in the Sky
- 2011 – All Out
- 2014 – Keyed Out
- 2018 – One of a Kind
- 2021 – Live in Hamburg

### Collaborazioni
- 1978 – Black Sabbath - Never Say Die!
- 1979 – Gary Moore - Back on the Streets
- 1980 - Bernie Marsden - And About Time Too
- 1988 - Jethro Tull - 20 Years of Jethro Tull
- 1990 - Jagged Edge - You Don't Love Me
- 1990 - Judas Priest - Painkiller
- 1990 - Tigertailz - Love Bomb Baby
- 1990 - Bruce Dickinson - Tattooed Millionaire
- 1992 - Cozy Powell - Let the Wild Run Free
- 1994 - The Kick - Tough Trip Thru Paradise
- 1994 - Katrina and the Waves - Turnaround
- 1997 - Glenn Tipton - Baptizm of Fire
- 1998 - Colin Blunstone - The Light
- 2000 - Micky Moody - I Eat Them for Breakfast
- 2000 - Uli Jon Roth - Transcendental Sky Guitar
- 2002 - Metalium - Hero Nation Chapter Three
- 1993 - Brian May - Back to the Light
- 1987 - Helix - Wild in the Streets
- 1982 – Gary Moore - Corridors of Power
- 1984 – Gary Moore - Dirty Fingers
- 1986 – Gary Moore - Rockin' Every Night - Live in Japan
- 1994 – Gary Moore - Still Got the Blues
- 2010 - Saxon - Call to Arms